# فيراري إف اكس اكس
فيراري إف اكس اكس (بالإنجليزية: Ferrari FXX)‏هي سيارة مسار حلبة تم إنتاجها من قبل شركة فيراري .